# 奈良文化高等学校
奈良文化高等学校（ならぶんかこうとうがっこう）は、奈良県大和高田市東中にある学校法人奈良学園が運営する私立女子高等学校。2006年度に奈良文化女子短期大学付属高等学校という校名から改称した。奈良文化女子短期大学（現・奈良学園大学奈良文化女子短期大学部）の附属校であった。

## 概要
学校法人中和学園（現・学校法人奈良学園）により1965年（昭和40年）4月、奈良文化女子短期大学付属高等学校全日制課程普通科開校。1968年（昭和43年）度、定時制課程普通科開設。1970年（昭和45年）度、全日制課程衛生看護科、定時制課程衛生看護科開設。1976年（昭和51年）度、定時制廃止。
2007年（平成19年）度、奈良文化高等学校に改称した。
また、制服が関西一円で可愛いと言われている（#制服を参照）。

## 設置学科
- 普通科
  - I類　総合進学コース・看護進学コース・保育コース・福祉コース
  - II類　特進コース・スポーツ特進コース
- 衛生看護科
- 衛生看護専攻科

## 2007年度の改称の経緯
運営主体である奈良学園が2007年度に関西科学大学を開学するのに伴い、奈良学園設置学校全体の大幅な改組・改編が予定されていた。奈良文化女子短期大学は、関西科学大学短期大学部等として生まれ変わり、奈良文化女子短期大学付属高等学校は、奈良文化高等学校となる予定であった。しかし、関西科学大学開学の手続きに深刻な不備があったことが明るみに出たため、奈良学園は設置認可申請の取り下げを余儀なくされた。関西科学大学は2007年度に開学できず、奈良文化女子短期大学は縮小しつつ存続することとなった。しかし、奈良文化女子短期大学付属高等学校は予定通り奈良文化高等学校に改称した。なお、2014年度に奈良文化女子短期大学は奈良学園大学奈良文化女子短期大学部と改称した。

## 衛生看護科での看護師資格取得
本校の衛生看護科を卒業すると、准看護師受験資格が得られる。准看護師の資格を有し、引き続いて看護師資格の取得を目指す者は、2年間本校に残って専攻科を修了すれば（正確には修了見込みで）、看護師国家試験の受験資格は取得できる。（他大学に進学するものもいる。）

## 制服
渡辺麻友 (AKB48) が全国の制服を着用した姿を掲載した写真集「渡辺麻友 制服図鑑 最後の制服」（2013年4月19日、ISBN 978-4087806779）を発売するにあたり、日本全国から可愛い制服写真を集英社が募集したところ、本校の制服が採用され、写真集に含まれることとなった。加えて、全応募の中から1組だけが選ばれる賞、全校の中から2校だけが選ばれる「渡辺麻友がキミの学校のポスターになってくれる権」のダブル受賞となり、ポスターは一時、近鉄奈良駅と近鉄大和高田駅に貼られることとなった。

## 部活動
運動部の活動が非常に活発で新体操部・ソフトボール部・バスケットボール部はインターハイの常連校でもある。また、バレーボール部にも力を入れており、春の高校バレーやインターハイに出場している。新体操部・ソフトボール部・バスケットボール部・バレーボール部は強化指定部として活動している。

## 最寄り駅
- 近鉄大和高田駅
- 近鉄高田市駅
- JR高田駅

## 主な出身者
- 石川真衣 - バスケットボール選手

## 系列校
奈良市中登美ヶ丘
- 奈良学園大学奈良文化女子短期大学部
- 奈良学園幼稚園
- 奈良学園小学校
- 奈良学園登美ヶ丘中学校・高等学校

奈良県大和郡山市
- 奈良学園中学校・高等学校

奈良県大和高田市
- 奈良文化幼稚園

奈良県生駒郡三郷町
- 奈良学園大学